# Ensio Hyytiä
Ensio Hyytiä, né le 24 mars 1938 à Rovaniemi et mort le 24 mars 2019, est un ancien spécialiste finlandais du combiné nordique et du saut à ski.

## Palmarès

### Championnats du monde
| Épreuve / Édition | Lahti 1958 |
| Individuel        | Argent     |